# 圣博尼法乔
圣博尼法乔（義大利語：San Bonifacio）是意大利威尼托大区维罗纳省的一个市镇，面积33.9平方公里，人口18,810人（2004年）。